# 何思穎
何思穎（英語：Ho Szu Yin），台灣電影配樂人、詞曲創作人、編曲人。輔仁大學音樂系。畢業於美國波士頓伯克利音樂學院，雙主修電影配樂和流行音樂寫作及製作。代表作《牛車來去》、《出境事務所》、《我的媽媽》。以『時代照相館』Time Lapse 入圍第45屆金鐘獎最佳音效獎。

## 專輯
| 華視 / 公視台語台《火車來去》配樂原聲帶 (共收錄10首) | 備註                  |
| 01.起行(啟程), 02.相辭(辭行), 03.囡仔伴(兒時玩伴), 04.好厝邊(好鄰居), 05.心肝頭(心裡頭), 06.心肝頭(心裡頭) - 鋼琴版, 07.掩掩揜揜(偷偷摸摸), 08.真毋甘(捨不得), 09.真毋甘(捨不得) - 大提琴版, 10.回程(歸程) | 擔任 作曲/編曲/製作人 |

| 公視《牛車來去》配樂原聲帶 (共收錄22首) | 備註                  |
| 01.作穡(農耕), 02.庄跤(鄉下), 03.掠水雞(抓青蛙), 04.答喙鼓(閒扯淡), 05.牽成 (栽培), 06.翁仔某(夫妻倆), 07.欲做兵(要當兵), 08.媠面(想得美), 09.糖甘甜 (甜蜜蜜), 10.思念(想念), 11.心內話(真心話), 12.敢講妳(難道妳), 13.花謝落塗(凋零逝去), 14.毋甘願(不甘願), 15.想袂到(想不到), 16.月光暝(月夜), 17.咇噗惝(噗通跳), 18.誠好禮(真有禮), 19.閣見面(再見面), 20.心慒慒(心煩悶), 21.團圓做伙(團聚一起), 22.寫真(相片) | 擔任 作曲/編曲/製作人 |

## 電影配樂
| 電影名稱                                                               | 導演                                        | 備註 |
| 《Z046》                                                               | 許富翔                                      | 榮獲「東京國際短片影展」亞洲最佳短片，並且為2009高雄電影節的輔導金電影 |
| 《狗日午後》                                                           | 許富翔                                      | 97年度輔導金電影，並入圍2010年金馬國際影展 |
| 《時代照相館》                                                         | 林冠慧                                      | 公視人生劇展 入圍 2009年金馬國際影展、 2010台北電影獎、2010金鐘獎最佳音效.最佳美術、2010亞太影展 榮獲 2010高雄電影節愛世代短片劇情片優等獎、北京電影學院-中國優秀學生 作品獎 為97年度輔導金短片 |
| 《我的媽媽》                                                           | 林冠慧                                      | 主演：林心如、高英軒、戴君竹、黃懷晨、黃雅楨 |
| 《疼惜天地》                                                           | 王承洋                                      | |
| 《時尚·台灣》                                                          | 王承洋                                      | |
| 《銅之生》                                                             | 王承洋                                      | |
| 《我的樹媽媽》                                                         | 王承洋                                      | |
| 《迎向幸福》                                                           | 王承洋                                      | |
| 《犀利人妻最終回：幸福男·不難》                                        |                                             | |
| 《雷射》                                                               | 丁敏、周全、許巧函、陳虹任、 費豔秋、盧煒麟 | 第六屆金馬電影學院 |
| 《生命之樹》 國立故宮博物院南部院區 S301數位導覽展廳「沉浸式互動劇場」 |                                             | 南故宮導覽大廳常設展覽，由夢想動畫 Moonshine Studio 製作的「沉浸式互動劇場」 動畫作品。以「生命」為題，精選10件院藏文物，展演誕生、成長、生活、傳承、繁衍、消逝及新生等不同階段。               |

## 大愛電視劇主題曲
| 片名         | 曲名               | 片頭或片尾 | 收錄專輯       | 演唱者          |
| 讓愛飛翔     | 新生的力量         | 片頭曲     | 走出幸福路     | 關心            |
| 美味人生     | 好味               | 片頭曲     | 走出幸福路     | 于子育          |
| 畫人生       | 畫人生             | 片頭曲     | 走出幸福路     | 于立成          |
| 幸福好簡單   | 微笑的漣漪         | 片頭曲     | 陽光希望愛     | 于子育          |
| 家好月圓     | 多希望我能         | 片頭曲     | 有愛的心世界   | 賴聖恩          |
| 聽見愛       | 傾聽我說           | 片頭曲     | 每個人都是太陽 | 朱芷瑩 、王建復 |
| 心開運轉     | 想的開的心         | 片尾曲     | 每個人都是太陽 | 于子育          |
| 逆光真愛     | 幸福之鑰           | 片頭曲     | 9局下半        | 錦雯            |
| 春暖向陽天   | 溫柔的心，溫暖的情 | 主題曲     | 印記           | 于子育          |
| 阿爸講的話   | 在彼此左右         | 主題曲     | 起步           | 于子育          |
| 月娘         | 學會幸福           | 主題曲     | 學會幸福       | 許仁杰          |
| 冬菊，沒問題 | 笨一點沒關係       | 片頭曲     |                | 曾靜玟          |
| 冬菊，沒問題 | 我的愛在我身邊     | 片尾曲     |                | 方宥心          |
| 最佳配角     | 有路到心中         | 片尾曲     |                | 吳志寧          |

## 其他歌曲作品
| 歌曲名稱                                  | 專輯名稱      | 演唱者 | 擔任           |
| 快樂不倒翁（不倒翁的奇幻旅程 電影主題曲） |               | 賴雅妍 | 作曲/編曲/製作 |
| 愛的語助詞                                | 2個商東茜     | 商東茜 | 作曲           |
| 愛情開箱文                                | 如果能...重來 | 黃小琥 | 作曲           |

## 電視劇配樂
| 劇名       | 備註                        |
| 犀利人妻   | 台視偶像劇                  |
| 拜金女王   | 華視偶像劇                  |
| 蘭陵王     |                             |
| 出境事務所 | 客家電視台                  |
| 聶小倩     | 中視偶像劇                  |
| 鐘樓愛人   | 東森電視自製戲劇            |
| 牛車來去   | 公視 台灣時代劇             |
| 開創者     | 中視 台灣職人劇             |
| 小菁與言言 | 網路短劇                    |
| 火車來去   | 公視台語台／華視 生活情感劇 |

## 演唱作品
| 曲名       | 收錄專輯   | 備註                         |
| 擁抱       | 愛無所不在 | 大愛電視劇 愛的練習題 主題曲 |
| 想要的生活 |            | 小貓巴克里 片尾曲            |

## 個人網站
- 個人網站 Szu Yin 何思穎 （页面存档备份，存于）
- Szu Yin's Facebook （页面存档备份，存于）
- Szu Yin's Instagram （页面存档备份，存于）